# John Rudolph Sutermeister
John Rudolph Sutermeister (ur. 1803, zm. 1826) – prawnik i poeta amerykański. Urodził się w Curaçao. Był luteraninem. Studiował prawo w Rhinebeck. Jest autorem między innymi wierszy A Contrasted Picture, A Lament (także The Lament) i Faded Hours.